# Meioneta unimaculata
Meioneta unimaculata là một loài nhện trong họ Linyphiidae.
Loài này thuộc chi Meioneta. Meioneta unimaculata được Richard C. Banks miêu tả năm 1892.